# Phyllanthus dimorphus
Phyllanthus dimorphus är en emblikaväxtart som beskrevs av Nathaniel Lord Britton och Percy Wilson. Phyllanthus dimorphus ingår i släktet Phyllanthus och familjen emblikaväxter. Inga underarter finns listade i Catalogue of Life.